# Kazimierz Pasternak
Kazimierz Pasternak (ur. 4 stycznia 1951, zm. 5 września 2011 w Lublinie) – profesor nauk medycznych o specjalizacji biochemia medyczna, biochemia kliniczna i chemia medyczna.  Tytuł profesorski otrzymał 25 września 2009.
W latach 1999–2005 był prodziekanem Wydziału Pielęgniarstwa i Nauk o Zdrowiu Uniwersytetu Medycznego w Lublinie, kierownikiem Katedry i Zakładu Chemii Medycznej UM w Lublinie, i konsultantem wojewódzkim w dziedzinie balneologii i medycyny fizykalnej.
Odznaczony m.in. Złotym Krzyżem Zasługi (2004) oraz Medalem Komisji Edukacji Narodowej.
Pochowany w kolumbarium części komunalnej cmentarza przy ul. Lipowej w Lublinie (kwatera P3AZ-XII-3).

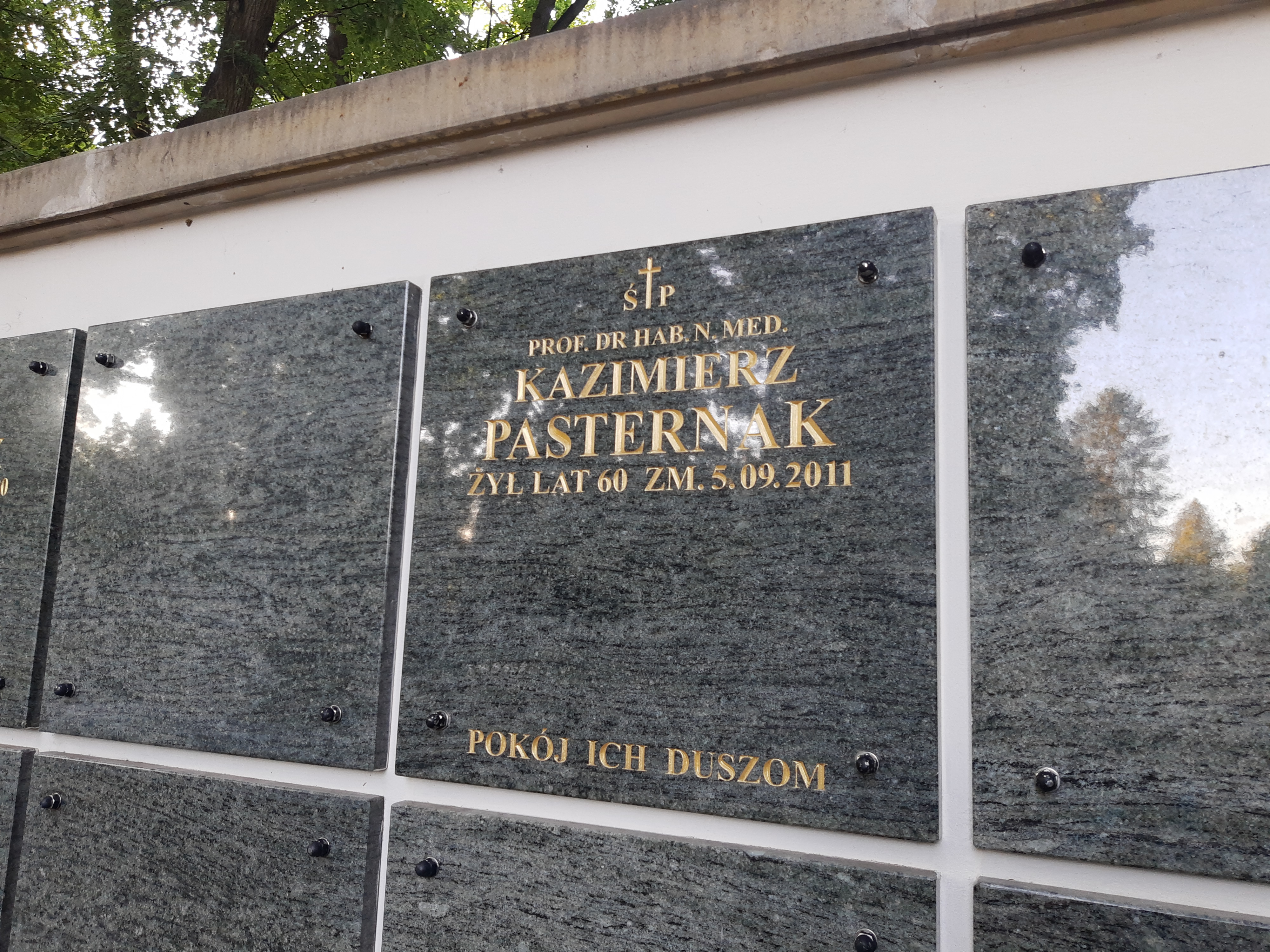
Grób prof. Kazimierza Pasternaka na cmentarzu przy ul. Lipowej